# کیچیک-بلولو (شهرستان آلای)
کیچیک-بلولو (به لاتین: Kichi-Bülölü) یک منطقهٔ مسکونی در قرقیزستان است که در شهرستان آلای واقع شده‌است. کیچیک-بلولو ۵۸۹ نفر جمعیت دارد و ۲٬۲۲۱ متر بالاتر از سطح دریا واقع شده‌است.